# コニードッグ
コニードッグ（英: Coney Island hot dog, Coney dog, Coney）とはホットドッグの一種で、バンズにソーセージを挟んだ上にミートソースをかけたもの。それ以外のトッピングを載せることもある。古典的なアメリカン・ダイナーの献立の一つとして、あるいは「コニーアイランド」と呼ばれるタイプのレストランで提供される。その発祥には主に20世紀初頭のギリシャとマケドニアからの米国移民が関わっている。

## 起源
コニードッグにはいくつかのバリエーションがあるが、それらは「事実上すべて」:233、1900年代初頭にギリシャ系もしくはマケドニア系系の移民によっておそらく互いに独立に生み出された。バルカン戦争を逃れて来たこれらの移民の多くにとって、ニューヨークのエリス島が米国への玄関だった。コニードッグの誕生についての言い伝えには、ニューヨークの行楽地コニーアイランドを訪れた逸話がしばしば含まれている。
問題の島につけられたヨーロッパ語の名として文書記録に残る最古のものはオランダ語の Conyne Eylandt または Conynge Eylandt である。この名は現代オランダ語の綴字法による Konijn Eiland、すなわち「ウサギの島」とほぼ同義である。1664年に英国がニューヨーク植民地を奪取すると、対応する英単語 coney を使った Coney Island が英語名となった。時代が下って、ニューヨーク市ブルックリン区に位置するこの島からコニードッグの名が広まることになる。ポーランド系かつユダヤ系の移民ネイサン・ハンドワーカーはコニーアイランドのボードウォークでコニードッグを売り始めた起業家の1人だった。ハンドワーカーが起こした企業は後に「ネイサンズ」と名付けられ、ファーストフードチェーン・食品ブランドとして象徴的な存在となり後年まで人気を保っている。「コニー (Coney)」が「ホットドッグ」の別名であるのは、ネイサンズが近隣で、さらには全国で好意的に見られるようになったことに由来する可能性が高い。

## 都市や地域によるバリエーション

### インディアナ州

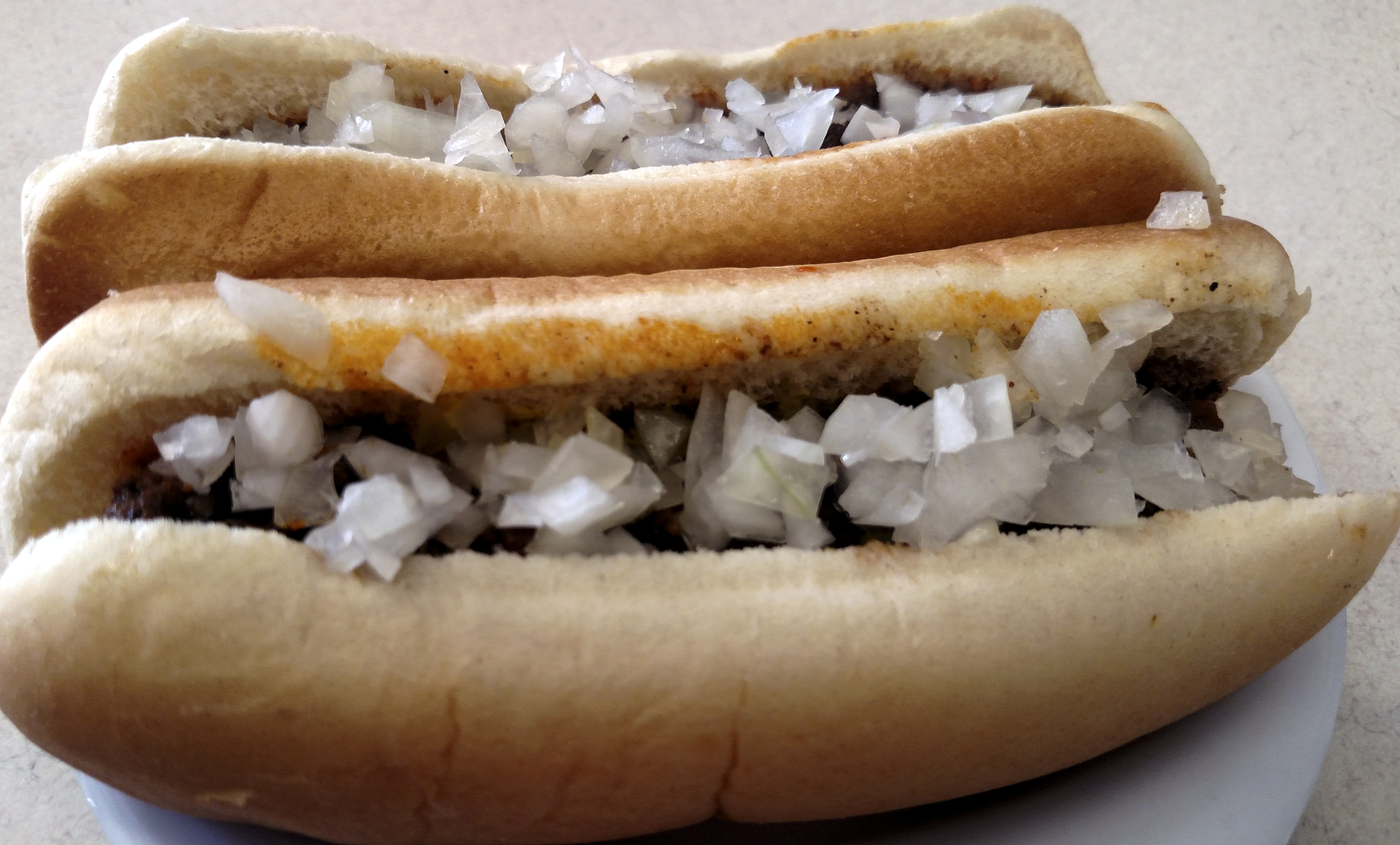
フォートウェインズ・フェイマス・コニーアイランド・ウィンナー・スタンドで売られているコニードッグ。

フォートウェインのフォートウェインズ・フェイマス・コニーアイランド・ウィンナー・スタンドは名の伝わっていない3人のマケドニア系移民によって1914年に創業された。1916年にやはりマケドニア系移民の Vasil Eschoff がオーナーの1人から権利を買い取り、以降はその子孫が経営している。同市のコニードッグは脂身の多いピンク色の小さいソーセージと「甘くてピリ辛な」コニーソースを柔らかいバンズに挟んだものと紹介されている:234。しかしフォートウェインズ・フェイマスで使われているひき肉入りのコニーソースの風味と食感は辛さを抑えた塩味のポークソーセージに近く、マケドニアの伝統が反映されたものである。同店では小さめのソーセージをフラットトップ・グリルで焼いて蒸したバンズに挟み、イエローマスタードを塗り、小さじ数杯の風味豊かなチリソースをかけてから黄タマネギの角切りをトッピングする。

### ミシガン州
ジェーンとマイケルのスターン夫妻は著書『取り返しがつかないことになる前に食べておくべき500の食品 (500 Things to Eat Before it's Too Late)』の中で「[最高のコニードッグを見つけようと思ったら]最初に目指す土地はここしかない。デトロイトだ。これほどコニードッグ熱が高い場所はほかにない」と書いている:233。ジェームズ・シュミットは2018年全米フェアフードサミットのディベートで「デトロイトはコニードッグの同義語だ。どちらかが欠けたらもう一つもなくなってしまう」と発言している:233。
ミシガン州で生み出されたコニードッグは、天然ケーシングで牛肉もしくは合い挽き肉のドイツ起源欧州風ウィンナーソーセージ（ヴィーナー・ ヴュルストヒェン）を用いている。トッピングは牛心臓肉を原料とするソースに加えてイエローマスタードを1筋か2筋、角切りもしくは粗みじん切りのタマネギである。このタイプのホットドッグはフリント、デトロイト、ジャクソン、カラマズー、その他ミシガン州南東部一帯の定番である。このスタイルが登場したのは20世紀初頭だが、元祖の座はデトロイトの二店アメリカン・コニーアイランドとラファイエット・コニーアイランド（1917年）、およびジャクソンのトドロフス・オリジナル・コニーアイランド（1914年）によって争われている。一つの場所で最も古くから営業を続けている「コニーアイランド」式のダイナーはカラマズーにある（1915年から）。 

#### デトロイト風

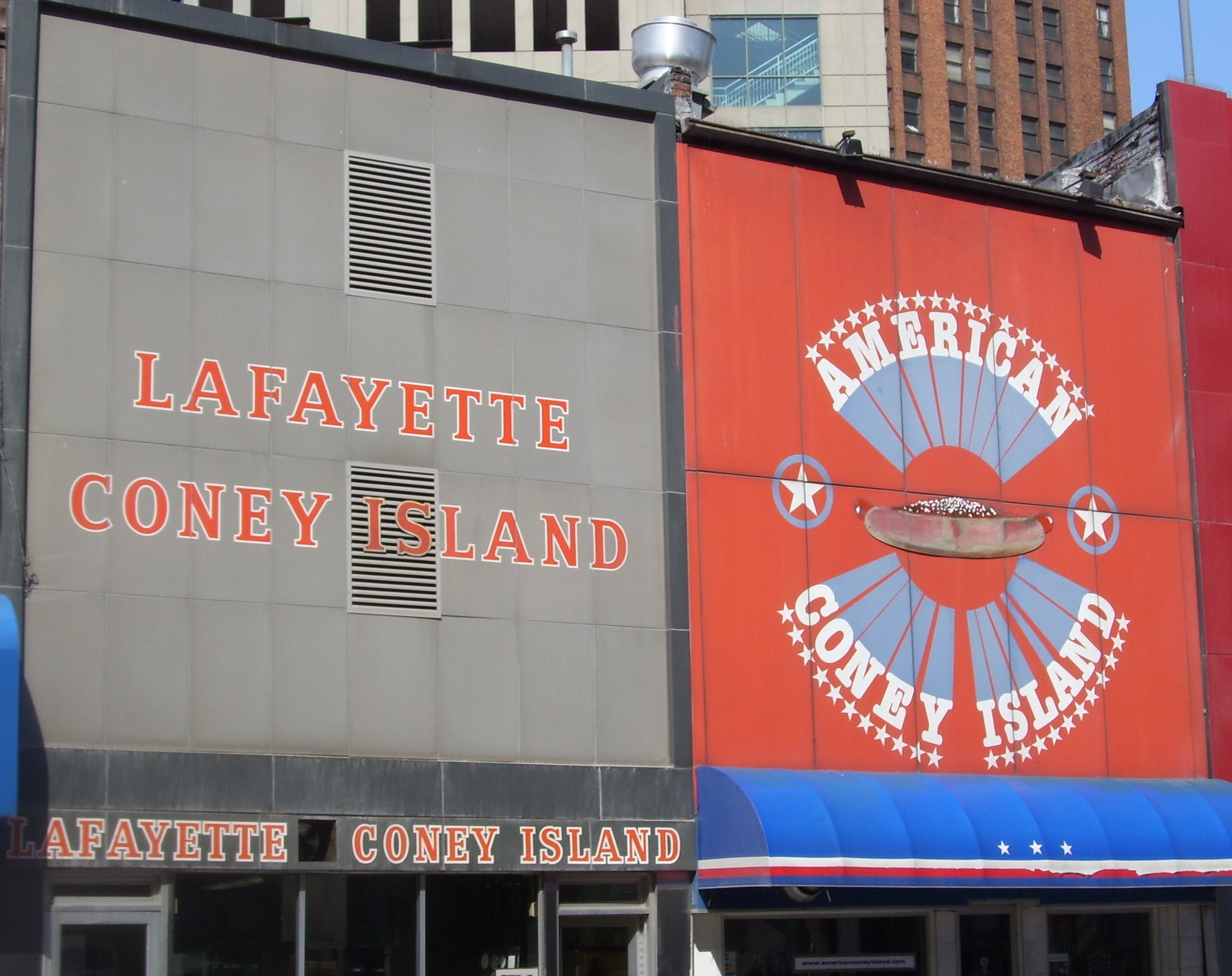
デトロイトで二軒並んで営業しているコニーアイランド・レストランの競合店。

デトロイトでは歴史を通して数多くのギリシャ系・マケドニア系移民が「コニーアイランド」、すなわちデトロイト風コニードッグを食べさせる飲食店を経営してきた。2012年には同様の店でアルバニア系が経営するものも多くなっている。1960年代から1970年代初頭にかけて、コニーアイランドのチェーン店カービーズ・コニーアイランドやレオズ・コニーアイランド、ナショナル・コニーアイランドがギリシャ系移民によって創業された。これらのチェーンはいずれもコニードッグのほかにギリシャ料理を出している。デトロイト風のコニーソースはチリソースから豆を抜いたもので、同じ店で提供されているチリドッグとは豆の有無だけが異なっている。

#### フリント風

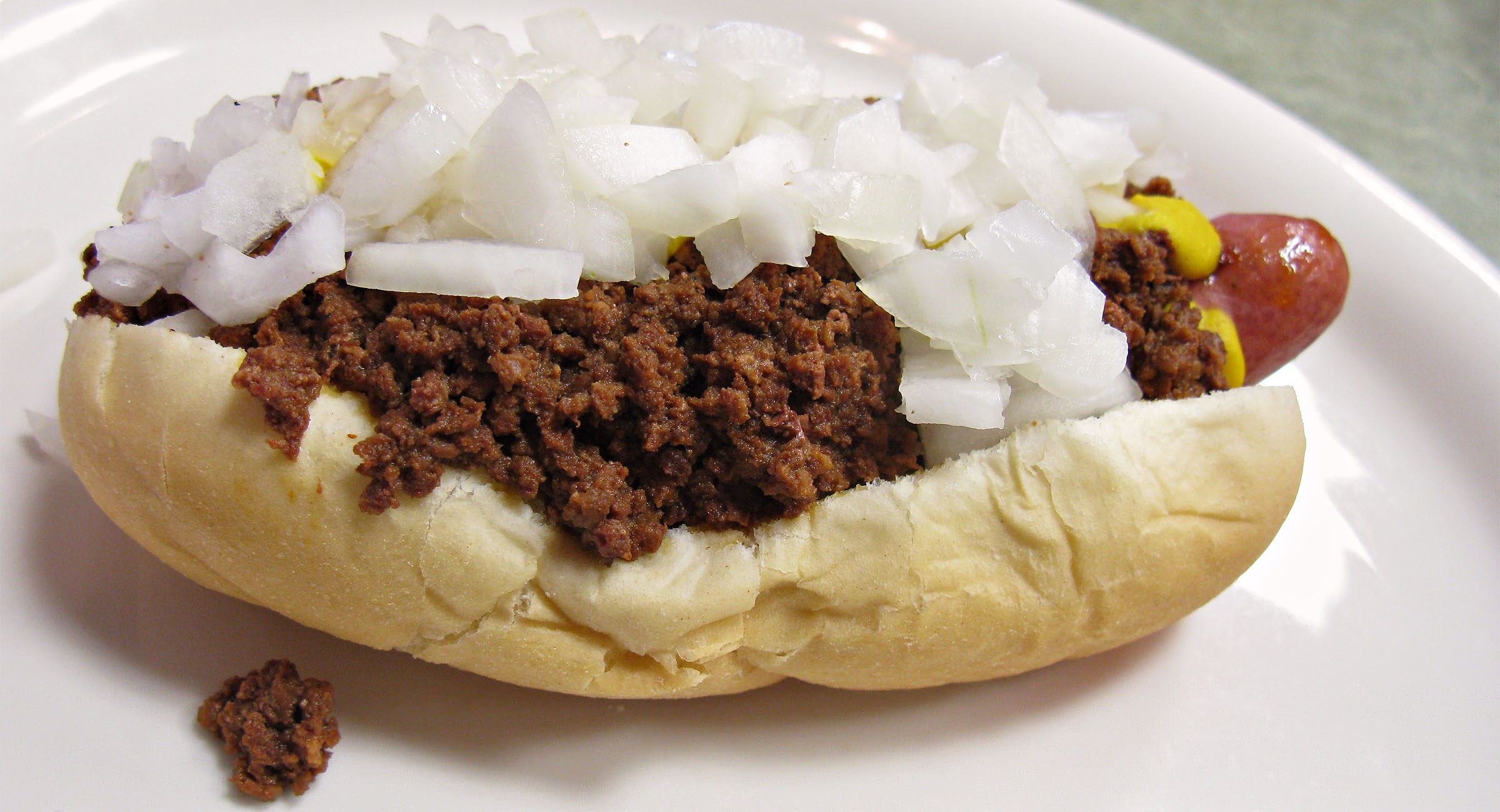
フリント市のリオズ・コニーアイランドで出されるフリント風コニードッグ。汁気のないコニーソースがかかっている。

フリント市のスタイルは細挽きミンチ程度に挽いた牛心臓肉を土台とする汁気のないソースが特徴である。ケーゲル社のソーセージと1949年創業の老舗アンジェロズのソースを使わなければ「本物」のフリント風コニードッグではないと主張する者もいる。もっとも、アンジェロズのソースはもともと1924年にマケドニア系のシメオン・ブライアンが自身の店フリンツ・オリジナル・コニーアイランドのために作り出したものである。食肉加工会社クーゲル・ミート・カンパニーが今も生産しているホットドッグソーセージを最初に作らせたのも、アボッツ・ミート社にソース用心臓肉の細挽きを卸させたのもブライアンだった。アボッツは2020年現在もブライアンが1924年に作ったソースを飲食店や一般向けに販売している。飲食店はアボッツのソースベースに牛脂でソテーした玉ねぎの粗みじん切りを加え、さらに自家製スパイスミックスなどの材料を足してソースを仕上げる。
巷間の言い伝えにより、牛挽肉に加えてソーセージをミンチにしたものを用いるレシピが「オリジナル」のフリント風コニーソースだという伝説が定着している。この種の言説には、語り手がフリンツ・オリジナル元店主の知人や同僚だった親戚からレシピを譲り受けたというものや、元店主の死後に未亡人が『フリント・ジャーナル』紙にレシピの公表を許可したというものがある。長年『フリント・ジャーナル』紙のフードエディターを務めたロン・クルーガーは、同紙のレシピ集を刊行する際に問題のコニーソースのレシピを収録したが、他のレシピのように出所を示さなかった。これについて訊かれたクルーガーは「このレシピは『ジャーナル』に長い間繰り返し掲載されてきた。前後関係がわかるような記事とか出所が特定されているのは見たことないと思う。レシピ名には決まって「オリジナル」という言葉が入っていたけれども、ちょっとでも物を知っている人はそんなものは信じていなかった」と語っている。シメオン・ブライアンの死後に妻ヴェリシアがレシピの公開を許可したという二つ目の説については、実際の没年はヴェリシアの方が先であるため信憑性はない。
『フリント・ジャーナル』紙で紹介されたソーセージミンチ入りレシピの出所は、クルーガーの前任者の一人ジョイ・ギャラガーだと思われる。ギャラガーは1978年5月23日付のコラムにこのレシピを載せ、その提供者が「オリジナルのコニーアイランド店で働いていた料理人の妻であり、夫の私的なノートからレシピを写したと称している」と書いているが、その真偽は保証していない。そして同じコラムでは心臓肉を使う別のレシピが紹介され、「読者がアンジェロで使われているソースだと断言して送ってくれたレシピ」とされている。このコラムに書かれた二つのレシピの出所が混同された結果、ソーセージミンチを使うレシピがアンジェロズ発祥だと報じられたという主張がなされるようになった。ロン・クルーガーは1995年4月18日付のコラムで、ソーセージを使うギャラガーのレシピをアンジェロズの共同所有者トム・V・ブラノフに直接見せたところ全面的に否定されたと伝えている。

#### ジャクソン風
トッピングとして牛肉もしくは牛心臓肉の挽肉に玉ねぎとスパイスを加えるのがジャクソン風である。どちらの挽肉を用いるにしても、伝統的なソースは濃厚で栄養豊富なものである。蒸したバンズに挟んだ上質のソーセージにこのミートソースをかけ、角切りもしくは粗みじん切りの玉ねぎと一筋のマスタードをトッピングする。ジャクソン風のコニードッグが登場したのは1914年のことで、初期の提供店の中にトドロフスの店舗がいくつかあった。ただし現在は店舗としては営業しておらず、トドロフスはスーパーマーケットでの小売り用やレストラン他店向けにコニーソースの製造・販売を行っている。この地域にはコニーアイランド式の飲食店が数多く営業しているが、その中でも代表的なのはジャクソン・コニーアイランドとヴァージニア・コニーアイランドである。これら二店はいずれもトドロフスの本店があった場所に近いジャクソン駅前のイーストミシガン・アベニューで営業している。二店ともトッピングはトドロフスと同様にタマネギとスパイスの組み合わせだが、ソースには普通の挽肉ではなく心臓肉の挽肉を使用している。ジャクソン風のコニードッグで心臓肉が使われるようになったのはそれほど昔ではなく、1940年代の初めまでは普通の挽肉だった。ジャクソンではコニードッグがとても重要な扱いを受けている。『ジャクソン・マガジン』誌や『ジャクソン・シチズン・パトリオット』紙は住民投票によって市内のコニーアイランド式レストラン全店からベストを選出するコンテストを毎年開催している。

#### カラマズー風
1915年に創業したコニーアイランド・カラマズーはミシガン州でもっとも長く営業を続けているコニーアイランド式レストランである。同店のコニードッグはクーゲル社の「スキンレス・フランクフルター」に独自のレシピのトッピングを載せたものである。クーゲル設立は1916年のことであり、スキンレス・フランクフルターの発売前にコニーアイランド・カラマズーがどんな種類のソーセージを用いていたかはわかっていない。

#### 供給業者
以下の食肉加工会社がミシガン州の飲食店や消費者にコニードッグとヨーロッパ風のウィンナーソーセージ（フランクフルター・ヴュルステル）を供給している。
- ディアボーン・ソーセージ ― デトロイトの主要な供給業者
- クーゲル・ミートカンパニー ―フリント地域の主要な供給業者[28]

コニーアイランド式レストランの多くはソースを自作しているが、以下の食肉加工会社からそれぞれ異なったスタイルのソースを購入することも可能である。
- アボッツ・ミート ― 牛心臓肉の挽肉を用いたフリント風ソース
- ナショナル・チリ ― デトロイト都市圏の主要な供給業者[28]
- デトロイト・チリ・カンパニー（アメリカン・コニーアイランド社の子会社）― デトロイト風[29]

### ミネソタ州

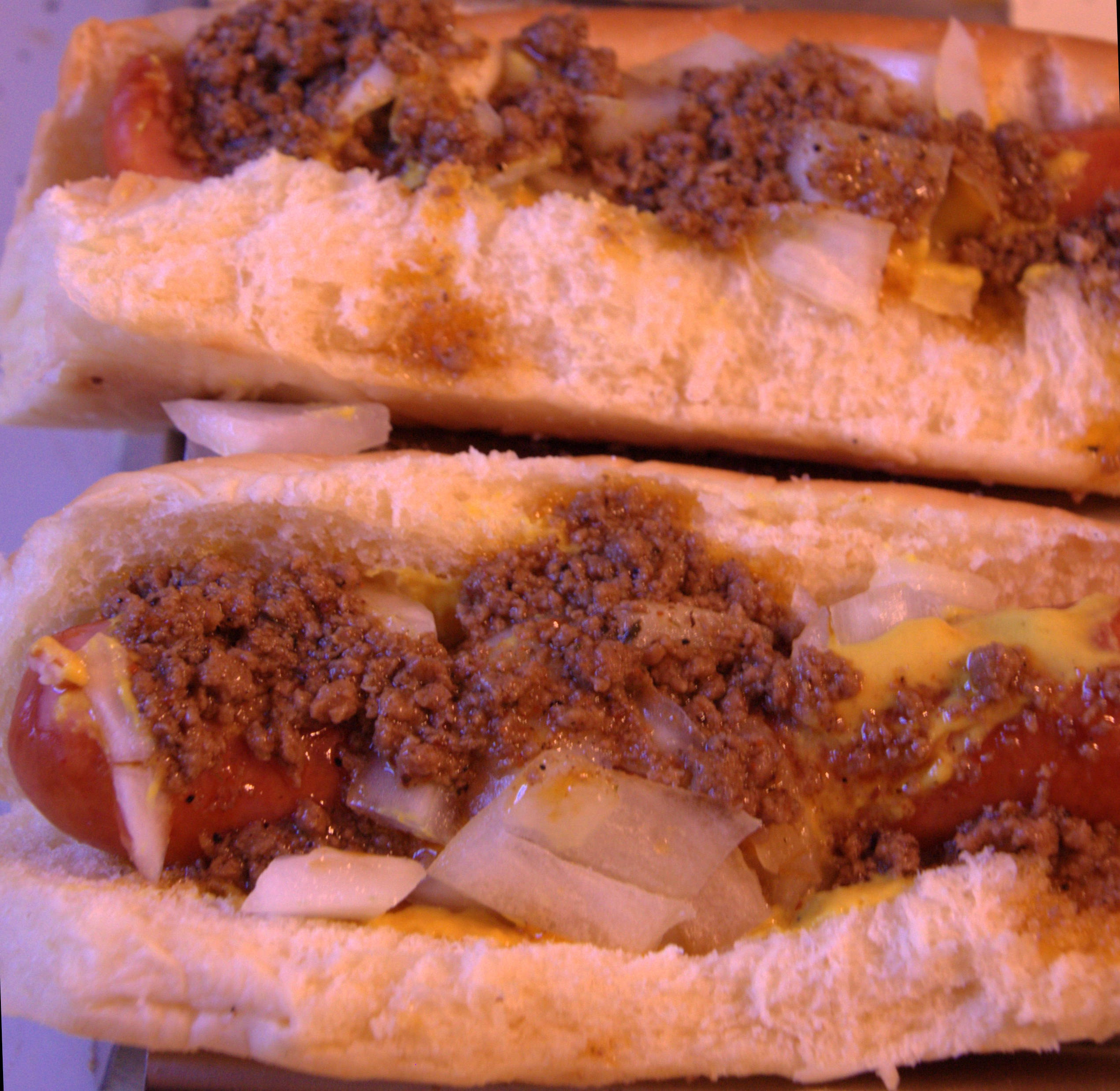
ミネソタ州セントポールの店舗、オリジナル・コニーアイランド・レストラン・アンド・バーのホットドッグ。

ダルースにあるオリジナル・コニーアイランドはギリシャ系移民ガス・サイツによって1921年に創業された。同店ではシカゴのヴィエナ・ビーフ社のソーセージと自家製のコニーソースを用いており、トッピングにはマスタードとタマネギに加えていくらかの追加料金でチーズも載せられる。スーペリア・ストリートにある同店ではトッピングとしてスポートペッパーも選べる。店内の内装には1959年に使用されていたメニューが掲示されており、当時はコニードッグ一つが25セントだったことが読み取れる。
1923年にアルヴァニティス家が南北戦争で兵器庫として使われたこともある店舗で創業した創業したオリジナル・コニーアイランド・レストラン・アンド・バーは、セントポールで現存するもっとも歴史の長い企業である。ただし現在は特定の時期にしか営業を行っていない。

### オハイオ州

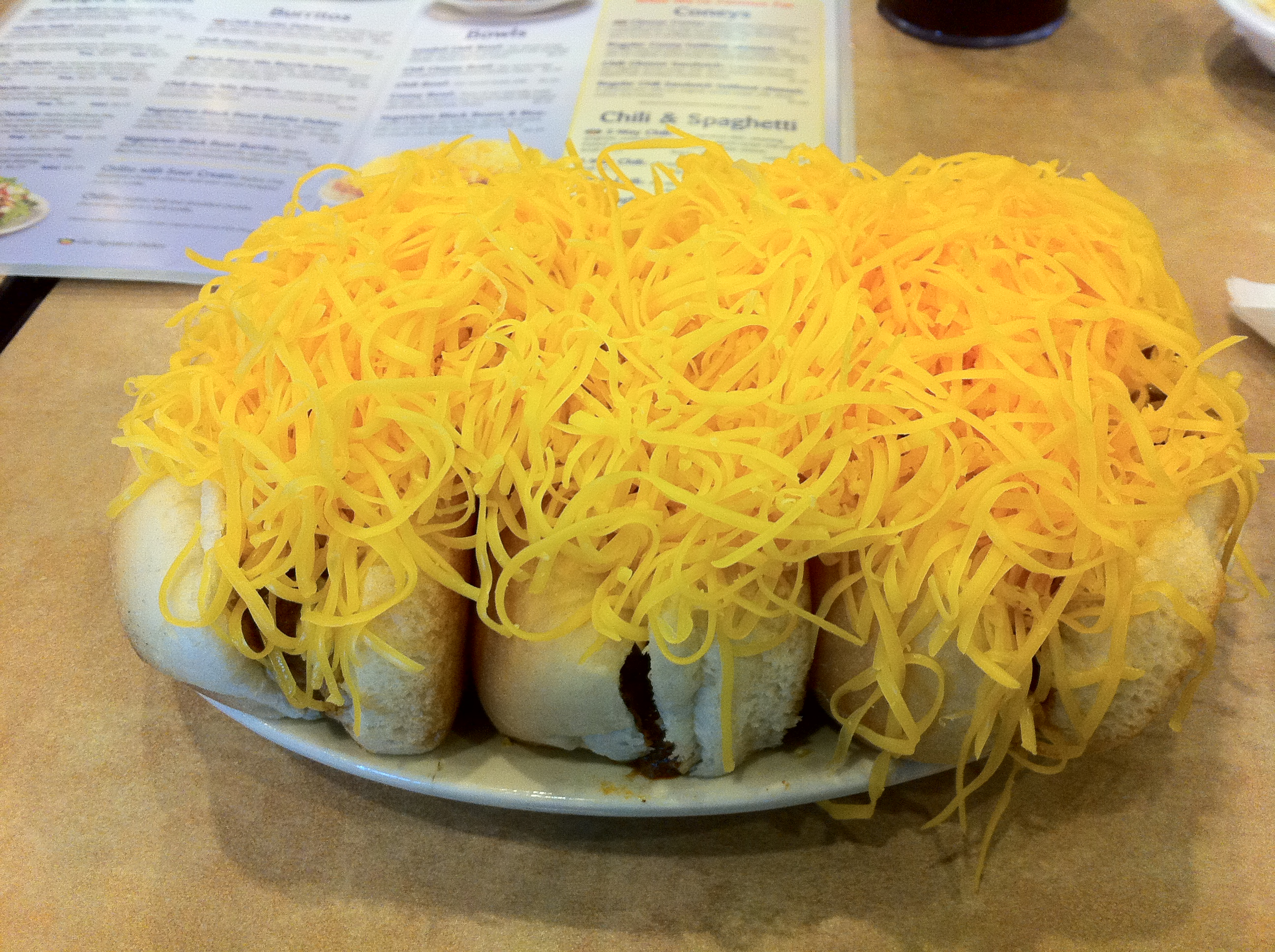
シンシナティのチーズコニー。

シンシナティにおける「コニー」はシンシナティ・チリ（ギリシア風のミートソース）をかけたホットドッグのことで、多くはマスタードと玉ねぎをトッピングする。「チーズコニー」はその上にチェダーチーズの細切りを追加したものである。この料理は、エンプレス・チリを創業したマケドニア系移民の兄弟、トム・カージエフとジョン・カージエフによって1922年に生み出された。このコニードッグのトッピングはスパゲティに用いられることもあり、その場合「トゥーウェイ」またはチリ・スパゲッティと呼ばれる。2013年現在、シンシナティにはコニードッグを提供する「チリ・パーラー」が250店以上あり、スカイライン・チリとゴールドスター・チリが二大チェーンである。

### オクラホマ州
タルサのコニードッグはギリシャ系移民によって作り出された料理で、どの地域でもレストランのメニューに載っている:235。ジェーン・スターンとマイケル・スターンは「オクラホマは古典的なコニードッグの宝庫」と書いており、地域のチェーン店コニー・アイ・ランダーを指して「コニーの魂である庶民的な食の悦楽を的確に作り上げている」としている:235。オクラホマ風のコニードッグは蒸したバンズに小さめのソーセージを挟み、スパイシーで甘い焦げ茶色のチリソースをかけて玉ねぎを載せ、好みによりチーズとホットソースを添えたものである:235。

### テキサス州
ジェームズ・コニーアイランドはテキサス州ヒューストン地域で数店舗を経営するチェーンである。同社は1923年にギリシャ系移民の兄弟、ジェームズ・パパダキスとトム・パパダキスによって設立された。社名は前者の名からきている。 

## 一覧記事
- アメリカ中西部の食文化（英語版）
- ホットドッグの一覧
- アメリカ合衆国の郷土料理の一覧（英語版）

### 関連文献
- Christoff, Chris. "Detroit’s Coney Island Hot Dogs Are Edible Solace for City". Bloomberg. April 1, 2014.